# Klifflinie

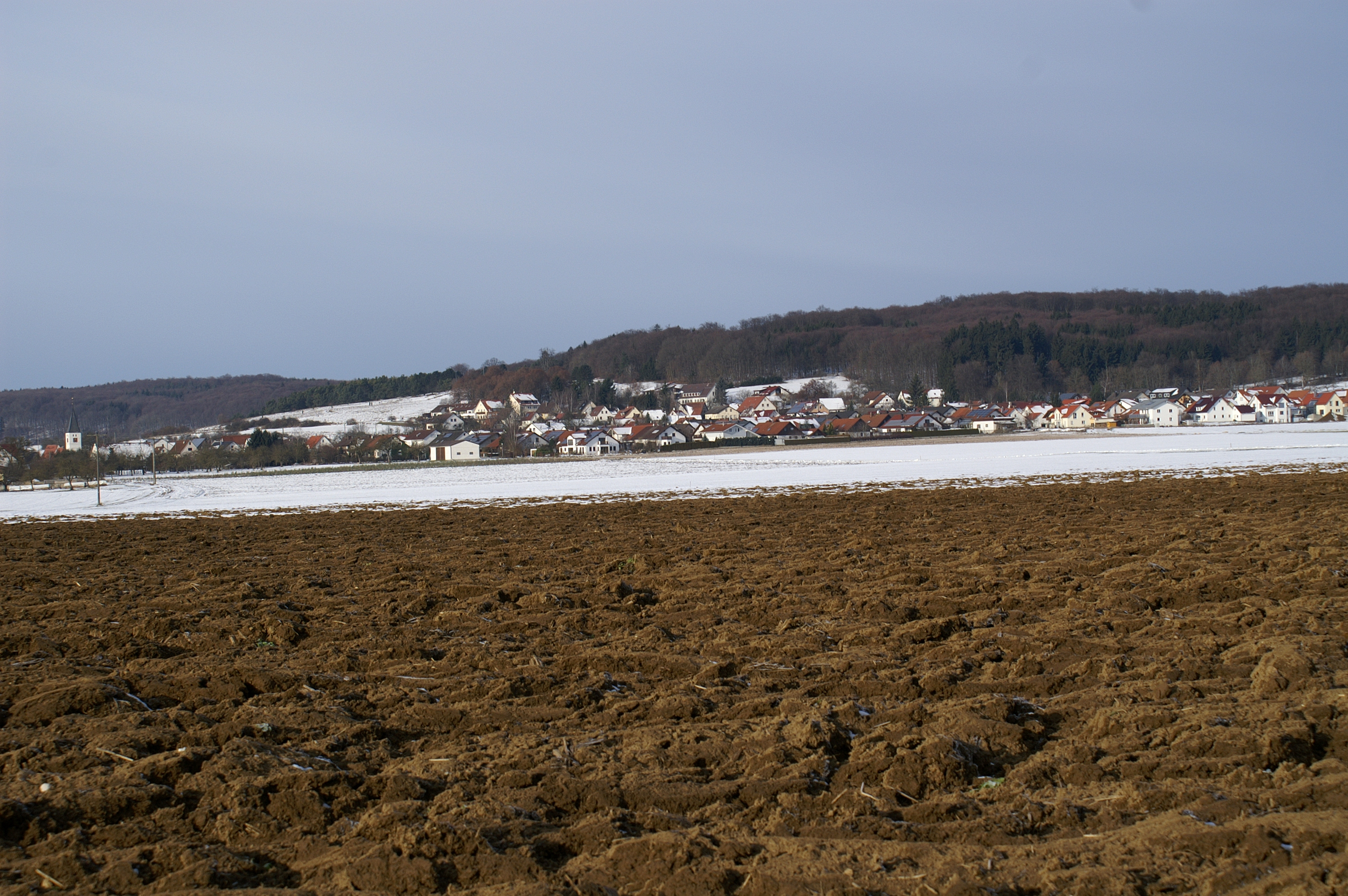
Deutlich sichtbare Reliefversteilung am Übergang von Mittlerer Flächenalb zu Mittlerer Kuppenalb im Bereich der Klifflinie bei Temmenhausen (Blickrichtung in etwa west-nordwest)

Als Klifflinie wird eine Höhenstufe, d. h. eine relativ abrupte Versteilung des Reliefs und Zunahme der mittleren Höhe über dem Meeresspiegel, an der Südflanke der Schwäbischen Alb bezeichnet.
Die Klifflinie zieht sich von Tuttlingen im Südwesten bis etwa zum Nördlinger Ries im Nordosten über die gesamte südliche Abdachung der Schwäbischen Alb. Sie trennt die Mittlere Flächenalb mit ihren fruchtbareren Lösslehmböden von der sich nordwestlich anschließenden Mittleren Kuppenalb mit ihren steinigeren, tonigen Lehmböden.

## Geologie
Die Felsen der Klifflinie bestehen aus den unterschiedlichen Kalkgesteinen des Weißen Jura, aus denen auch fast die gesamte Schwäbische Alb besteht. Die Klifflinie selbst entstand in der Brandungszone eines Meeres, das sich im Ottnangium vor etwa 18 bis 17 Millionen Jahren über das nördliche Alpenvorland (seinerzeit der sogenannte Voralpentrog, auch Molassebecken genannt) bis zur Schwäbischen Alb erstreckte. Sie ist somit als Teil der Küstenlinie dieses Binnenmeeres, des sogenannten Molassemeeres, anzusehen. Die Klifflinie zeigt alle Merkmale einer Kliffküste und ist daher ein fossiles Relikt von Erosionsprozessen, die weltweit auch gegenwärtig zu beobachten sind. Südöstlich der Klifflinie sind Ablagerungsgesteine des Ottnang-Meeres (Obere Meeresmolasse) erhalten geblieben, die heute noch Teile der Albhochfläche überdecken.

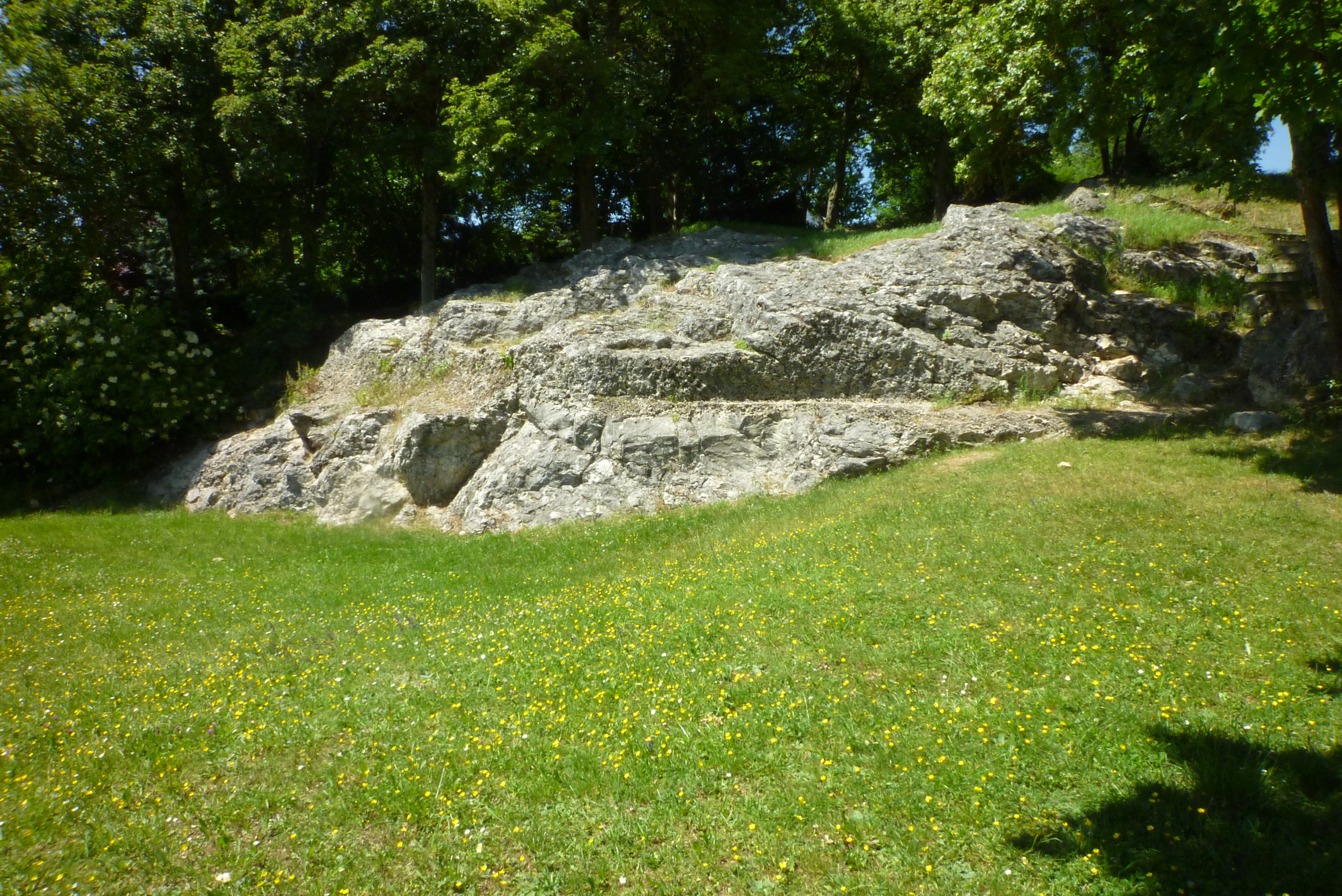
Brandungshohlkehle am Heldenfinger Kliff

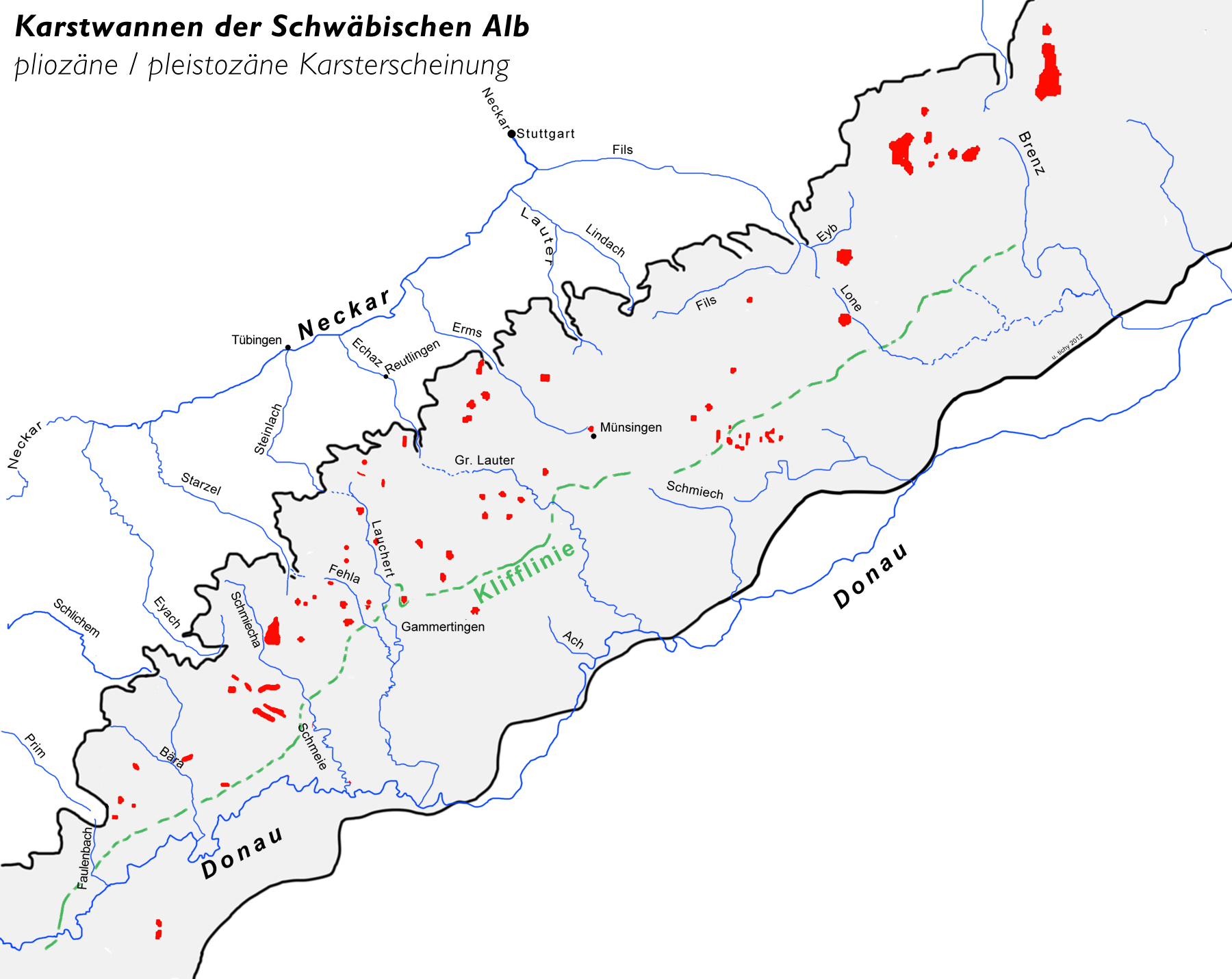
Verlauf der miozänen Klifflinie auf der Alb

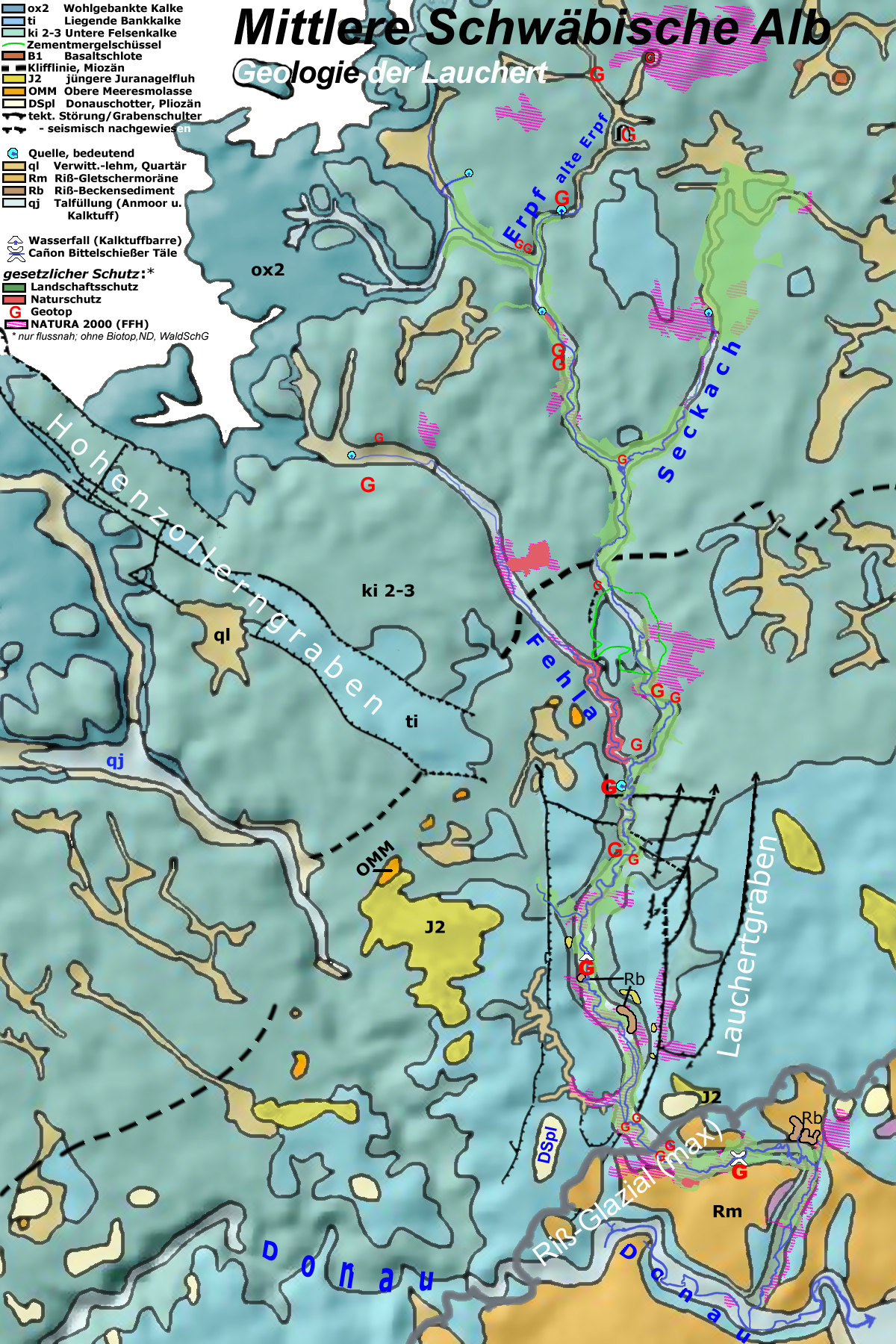
Auch nördlich von Gammertingen ist die Klifflinie in Richtung Fehlatal eindrücklich ausgebildet

## Heldenfinger Kliff
Die Felsen der Brandungszone sind heute nur noch am Heldenfinger Kliff (am Rand des Dorfes Heldenfingen) aufgeschlossen. Die Typlokalität „Kliff“ bildet heute eine knapp 5 Meter hohe Geländestufe mit Brandungshohlkehle und zahlreichen Bohrmuschellöchern im Kalk. Die Klifflinie liegt heute bei Tuttlingen in ca. 900 m und östlich der Brenz in ca. 500 m Höhe. Sie gilt als Beleg für die starke Verkippung und Hebung der Alb seitdem.